# Ivan Plintovič
Ivan Plintovič (ur. 2 czerwca 1923 we wsi Bodorová, zm. 10 listopada 1997 w Bańskiej Bystrzycy) – słowacki literaturoznawca i pedagog. W swojej działalności naukowo-badawczej zajmował się problematyką teorii i metodyki nauczania literatury, a także szeroko rozumianą historią i krytyką literatury.

## Życiorys
W latach 1942–1947 studiował na Wydziale Filozoficznym Uniwersytetu Słowackiego w Bratysławie. Działalność pedagogiczną rozpoczął w gimnazjum w miejscowości Malacky, gdzie pracował jako nauczyciel (1947–1951). W 1954–1959 nauczał w Wyższej Szkole Pedagogicznej. W latach 1959–1990 był zatrudniony jako pedagog, kierownik katedry oraz profesor na Wydziale Pedagogicznym Uniwersytetu w Bańskiej Bystrzycy. W 1990 r. przeszedł na emeryturę.

## Wybrana twórczość
- Básnická tvorba Štefana Žáryho (1967)
- Vlasť a domov v štúrovskej poézii (1968)
- Dva medailóny (1988)
- Úvahy o lyrizovanej próze (1971)
- Slovník literárnovedných termínov (współautorstwo, 1979)
- Teória literatúry (1979)